# Precari
Precari és allò que té una situació insegura o poc consolidada. És un terme legal que identifica la situació en què es troba una persona que ocupa una finca o gaudeix d'algun dret per simple tolerància del propietari i sense donar res a canvi. Ocupar una finca a precari significa que l'ocupant pot ser desnonat si el propietari presenta un interdicte en qualsevol moment i sense cap mena d'indemnització. Exemples de precaristes en són els okupes. Quan una situació de precari es perllonga més de 20 anys a Catalunya o 30 anys a la resta, el precarista esdevé propietari. Aquest mecanisme legal es denomina usucapió o prescripció adquisitiva.